# John Peter Altgeld
John Peter Altgeld (30 de diciembre de 1847, Niederselters, Prusia - 12 de marzo de 1902, Joliet, Illinois) fue un político y gobernador de Illinois (1893–1897) estadounidense de origen alemán.
Emigró a Estados Unidos desde su país de origen cuando aún era un niño. En los años 1870 se asentó en Chicago, donde acumuló una pequeña fortuna en bienes raíces y se afilió al Partido Demócrata.
En 1892 ganó las elecciones de gobernador de Ilinois como candidato reformista. En 1893, indultó a tres de los condenados en el caso Haymarket.
La controvertida absolución provocó la protesta de los conservadores y contribuyó a la derrota de Altgeld en sus intentos de reelección en 1896, a pesar de que su decisión le granjeara más tarde un amplio beneplácito en los círculos judiciales. Murió de una hemorragia cerebral.